# Cusus Valles
Cusus Valles est une vallée martienne s'étendant sur 249 km et centrée sur 14,3° N et 50,5° E, sur les quadrangles d'Arabia et de Syrtis Major. Elle a été nommée en référence au nom classique du Hron, un cours d'eau de Slovaquie.